# Interzonenzug

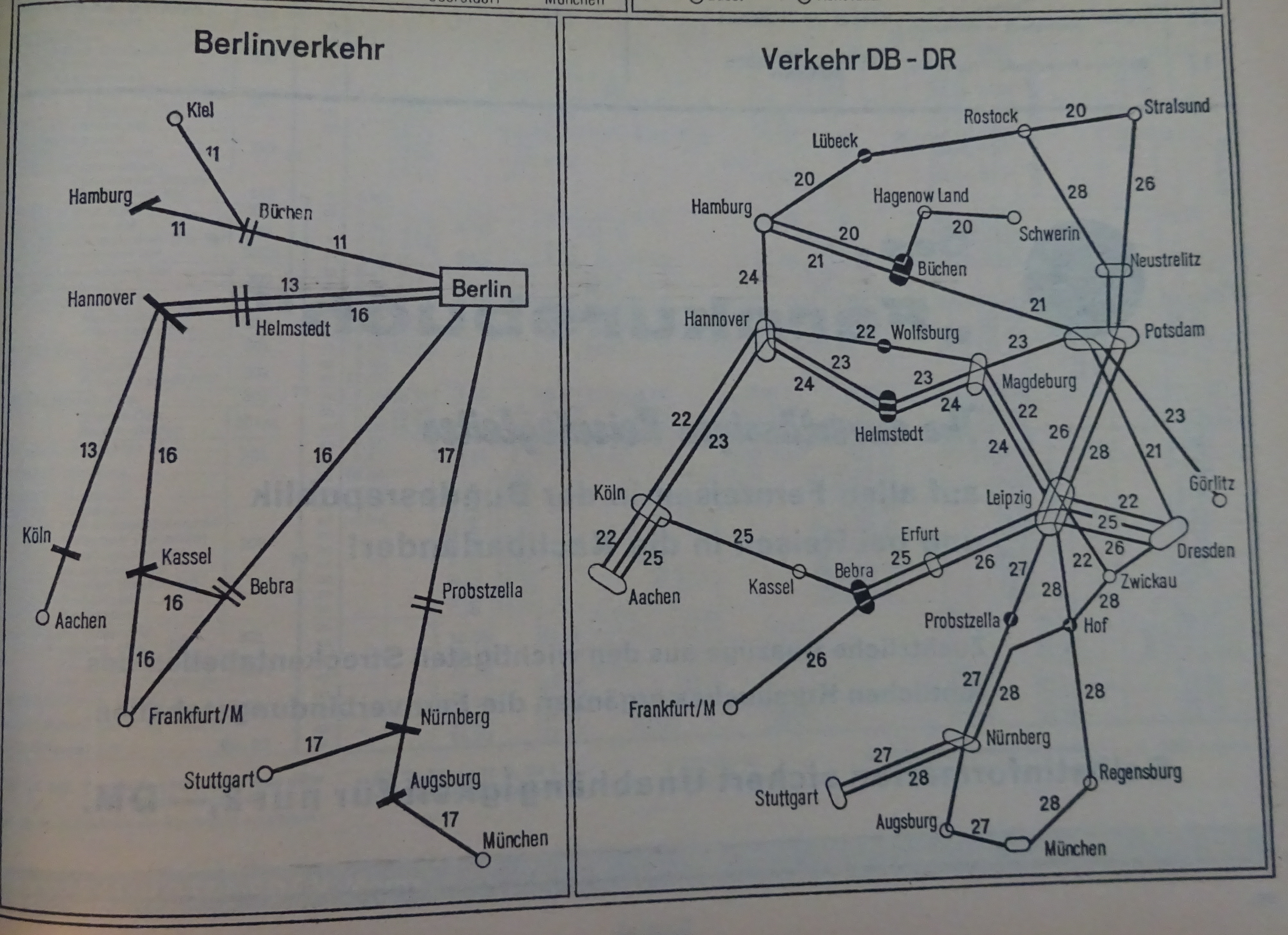
Übersichtskarten Wechselverkehr DB-DR Sommer 1970

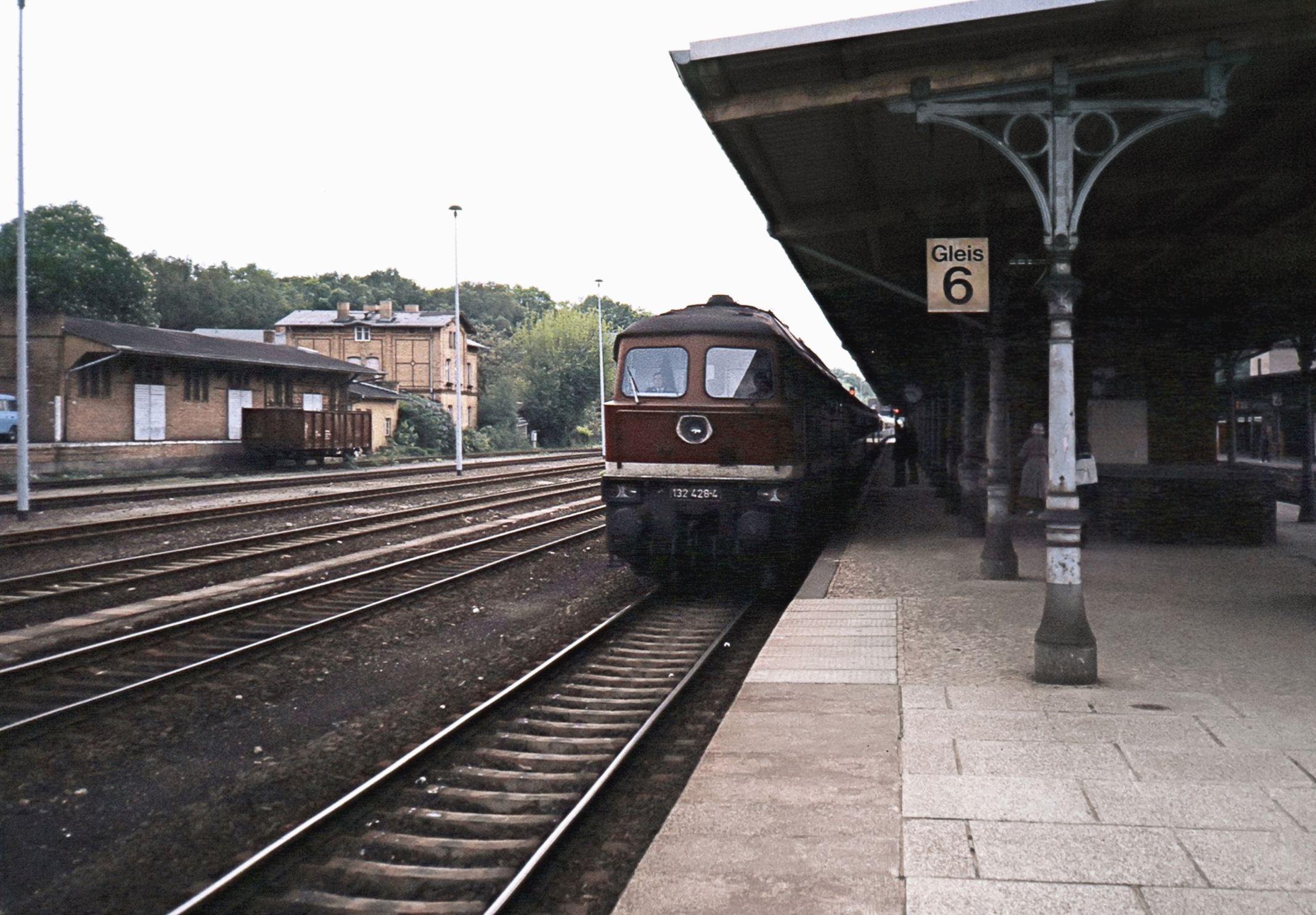
Aus Westdeutschland eingefahrener Transitzug in Berlin-Wannsee, 1987

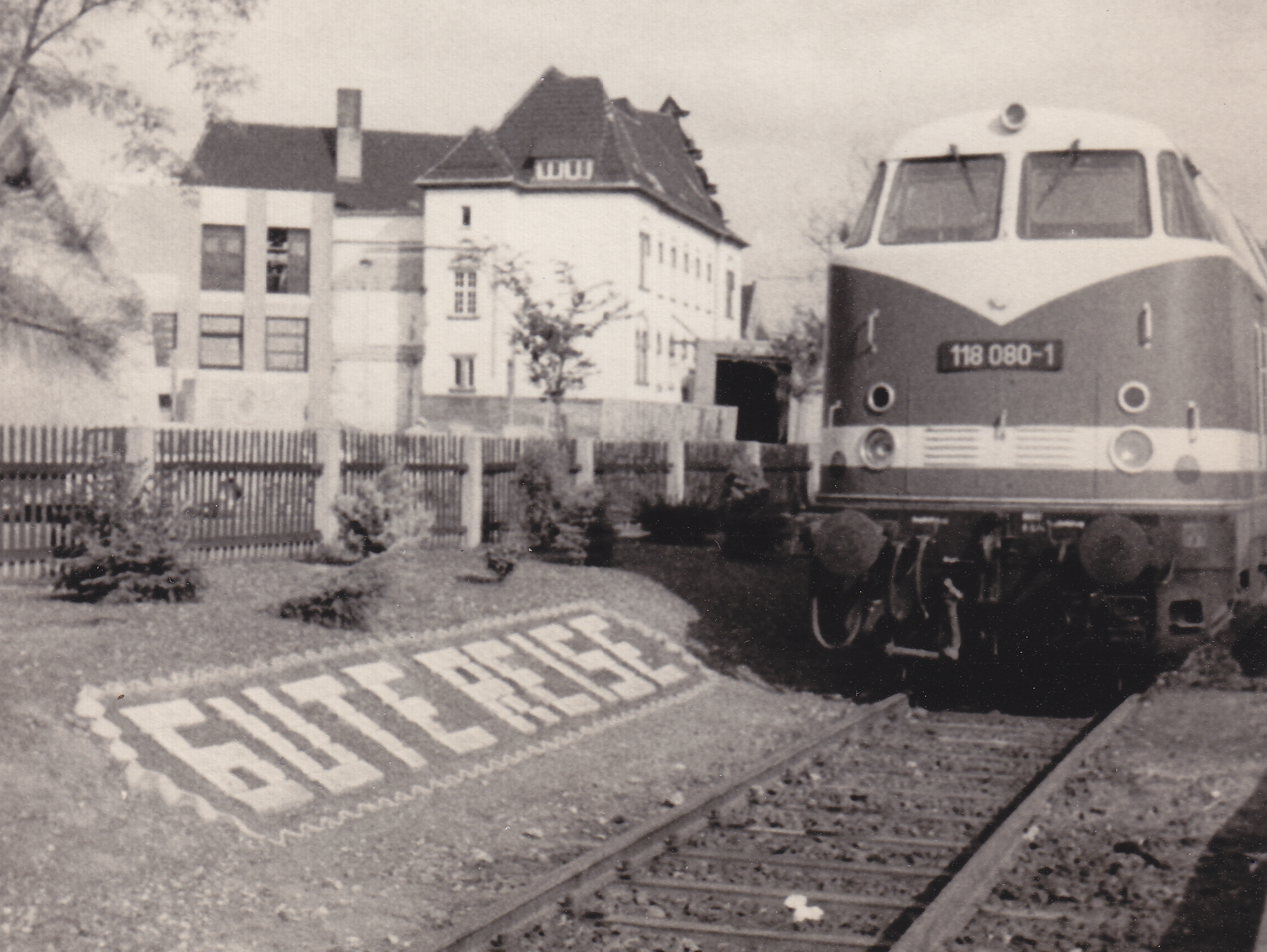
Schnellzug D 344 von Berlin nach Köln in Helmstedt (Mai 1974)

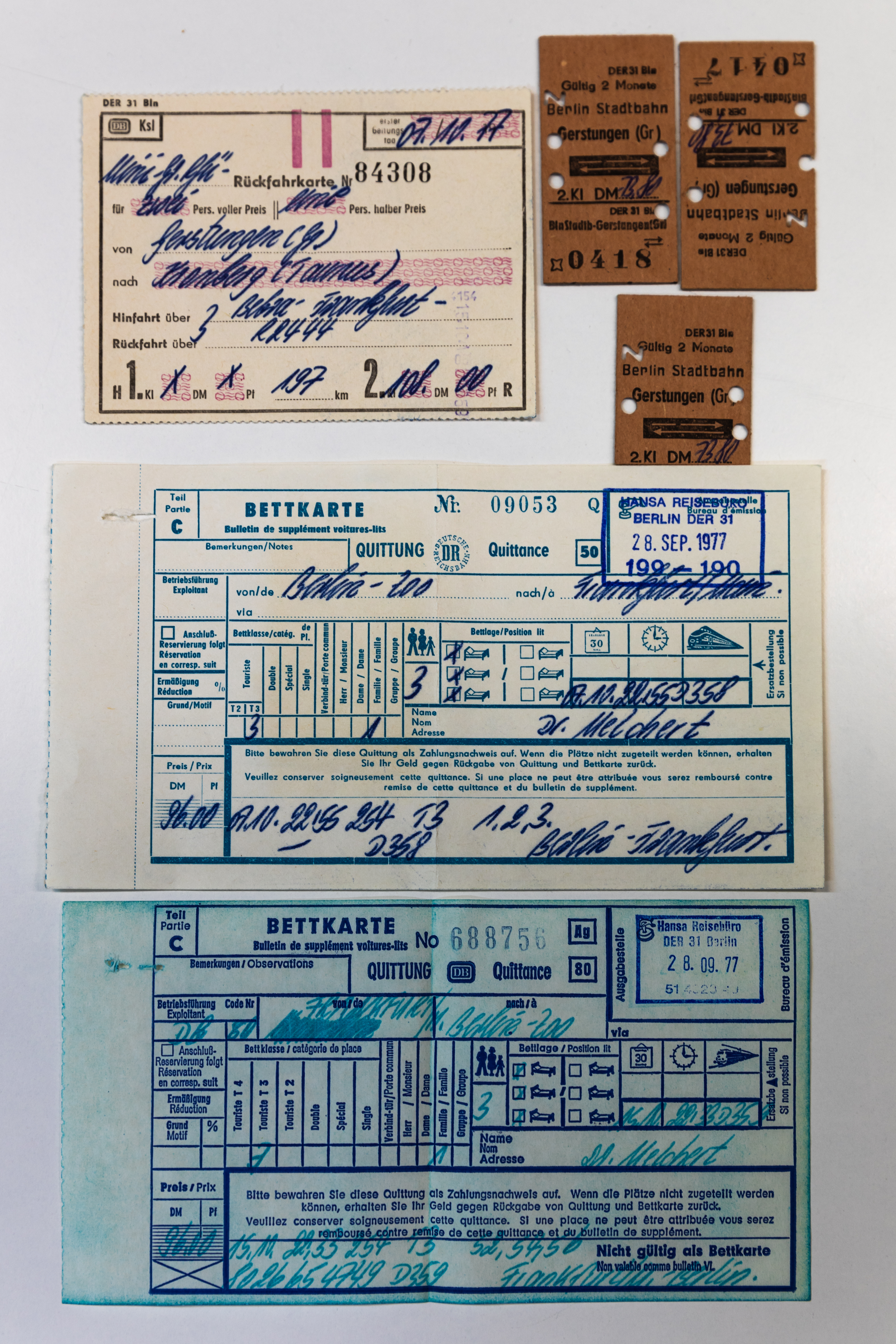
Fahrkarten und Bettkarten im Wechselverkehr DB-DR 1977

Als Interzonenzug wurden die Reisezüge zwischen Westdeutschland bzw. der Bundesrepublik Deutschland und der Sowjetischen Besatzungszone bzw. der DDR und Berlin bezeichnet. In späteren Jahren wurde zwischen Transitzügen, die in erster Linie dem Transitverkehr durch die DDR nach West-Berlin dienten, und Zügen mit Zielen innerhalb der DDR unterschieden. Letztere bedienten jenseits der Innerdeutschen Grenze verschiedene Orte und zählten so zum Binnenverkehr. Berliner Bahnhöfe wurden von ihnen generell nicht angefahren.
Da in beiden Fällen die Züge das Streckennetz der Deutschen Bundesbahn nicht wieder erreichten – für die Bahnanlagen in Berlin war ausschließlich die Deutsche Reichsbahn zuständig – handelte es sich auch bei den Zügen nach Berlin nicht um einen Privilegierten Eisenbahn-Durchgangsverkehr, sondern um eine spezielle Form vom Wechselverkehr.

## Bezeichnungen
Der Begriff Interzonenzug wurde im Jahre 1946 von der Deutschen Reichsbahn in der Sowjetischen Besatzungszone eingeführt. Er war auch nach der Bildung der beiden deutschen Staaten eine Zeitlang die offizielle Bezeichnung für deutsch-deutsche Reisezüge bei beiden Bahnverwaltungen, bei der Deutschen Reichsbahn (DR) bis 1954, bei der Deutschen Bundesbahn (DB) bis in die 1960er Jahre. Umgangssprachlich hat sich Interzonenzug bis zum Ende der DDR gehalten. Erst mit der Wiedervereinigung entfiel der Begriff. Im offiziellen Sprachgebrauch änderte sich die Bezeichnung als Folge der jeweiligen politischen Situation mehrfach. Bei der DR war beispielsweise 1960 von Zügen DDR–Westdeutschland die Rede, in den 1970er und 1980er Jahren von Zügen DDR–BRD. Sie galten als Internationale Reisezüge und standen daher im Internationalen Kursbuch der DR. Bei der DB sprach man von Zügen DB–DR (1970), in den 1980er Jahren ebenfalls von Zügen Bundesrepublik Deutschland – Deutsche Demokratische Republik bzw. Berlin (West). Auf Fachebene war auch der Ausdruck Wechselverkehrszüge üblich und die offizielle Bezeichnung war Reisezüge zwischen der Deutschen Bundesbahn und der Deutschen Reichsbahn.
Da die Züge in Bezug auf Bürger der DDR zu einem Großteil von Rentnern, die das 60. (Frauen) bzw. 65. Lebensjahr (Männer) überschritten hatten, genutzt wurden, da diese Erleichterungen bei den Reisebeschränkungen erhielten, hießen sie im Volksmund der DDR Silberhaar- oder auch Mumien-Expreß.

## Interzonenverkehr nach 1945

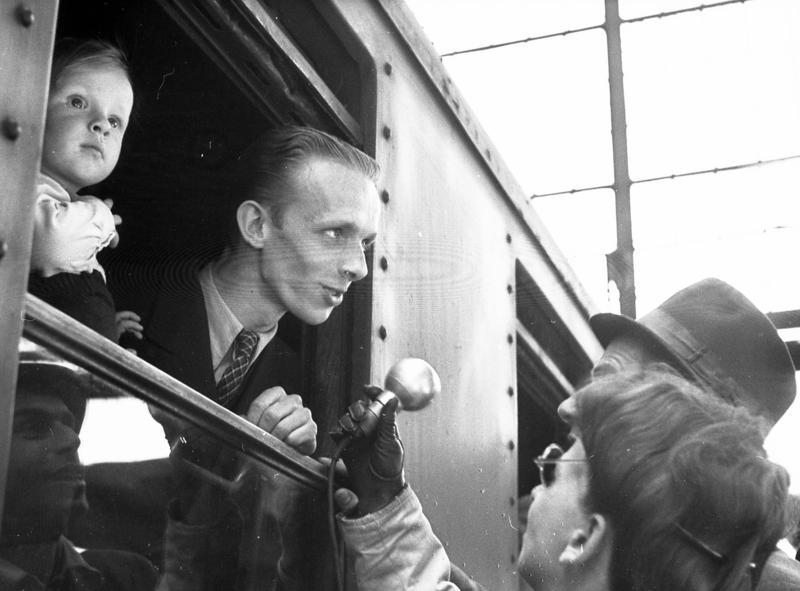
Abfahrt des ersten Interzonenzuges am 12. Mai 1949 um 14:00 Uhr vom Bahnhof Friedrichstraße

Bereits am 5. August 1945 fuhr der erste Güterzug aus dem Ruhrgebiet nach Berlin. Der durchgehende Schienenpersonenfernverkehr wurde jedoch erst im Mai 1946 aufgenommen. Der erste, und bis 1949 einzige, Interzonen-Schnellzug – ausschließlich für ausländische Reisende reserviert – verkehrte zwischen Berlin und Osnabrück. Dort bestand Anschluss an den Nord-Express nach Amsterdam und Paris. Der Eisenbahnverkehr zwischen Berlin und den Westzonen war vom 23. April 1948 an bis zum 12. Mai 1949 während der Berlinblockade wegen angeblicher „technischer Schwierigkeiten“ auf sowjetische Weisung unterbrochen.
Da das einzige Fernschnellzugpaar im Interzonenverkehr (FD 111/112) zwischen Köln und Berlin ständig überlastet war, wurden ab dem 10. September 1949 fünf zusätzliche Fernschnellzugpaare über die innerdeutsche Grenze angeboten, die erstmals auch Wagen der (damaligen) zweiten Wagenklasse mitführten:
- FD 1/2 zwischen Berlin und Frankfurt am Main
- FD 63/64 zwischen Berlin und Hamburg
- FDt 65/66 als Schnelltriebwagen zwischen Berlin und Hamburg
- FD 109/110 als zweites Zugpaar zwischen Berlin und Köln
- FD 149/150 zwischen Berlin und München

Im Sommer 1949 gab es eine Besonderheit: Die Reichsbahndirektion Nürnberg setzte zur Bewältigung des ansteigenden Verkehrs zusätzliche Züge ein, die über Ludwigsstadt bis an die Demarkationslinie fuhren. Hier mussten die Reisenden aussteigen und die Grenze zu Fuß überqueren (Übergang Fernverkehrsstraße 85). Ab Probstzella bestand neben lokalem Verkehr ab dem 25. August 1949 eine Verbindung mit einem Schnelltriebwagen nach Berlin-Friedrichstraße (FDt 79/80).

## Reiseverkehr zwischen beiden deutschen Staaten bis 1961
DDR-Bürger, die in die Bundesrepublik reisen wollten, brauchten, um diese Züge nutzen zu dürfen, einen Interzonenpass, ab 1953 eine Ausreisegenehmigung der DDR oder den Reisepass der Deutschen Demokratischen Republik mit eingetragenem Visum.
Es verkehrten laut Fahrplan 1960/61 bis zum Mauerbau Züge
- über Lübeck/Herrnburg: D 1061/1062 Hamburg–Güstrow und D 161/162 Hamburg–Saßnitz Hafen
- über Büchen/Schwanheide: D 163/164, Ex 165/166 und D 1065/66 (nur im Sommer) Hamburg–Berlin
- über Wolfsburg/Oebisfelde: D 135/136 Düsseldorf–Leipzig, D 1035/1036 Aachen–Leipzig
- über Helmstedt/Marienborn: D 109/110, D 111/112, D 119/120 (Aachen–)Köln–Berlin, D 105/106 Paris–Moskau, D 1009/1010 Paris–Berlin und D 1011/1012 Hannover–Magdeburg (nur im Sommer).
- über Bebra/Wartha: D 1/2 Basel–Berlin, D 197/198 Mönchengladbach–Leipzig, D 199/200 und D 1001/1002 Frankfurt–Leipzig, D 1099/1100 Frankfurt–Weimar
- über Ludwigsstadt/Probstzella: D 129/130 München–Saßnitz Hafen, D 151/152 München–Leipzig–Berlin, D 1029/1030 München/Augsburg–Leipzig (nur im Sommer), D 1051/1052 Stuttgart–Leipzig
- über Hof/Gutenfürst: D 137/138 München–Gera–Leipzig, D 145/146 München–Dresden

Die meisten dieser Züge hielten auch auf Bahnhöfen in der DDR, waren jedoch dort nur in Ausnahmefällen für den Binnenverkehr freigegeben (D 1035 ab Magdeburg, D 197 ab Eisenach, D 1001 und D 1099 ab Gotha, D 1029 ab Saalfeld, D 137 ab Gera, D 145 ab Plauen). Bei den jeweiligen Gegenzügen mussten DDR-Binnenverkehrsreisende den Zug spätestens an diesen Bahnhöfen verlassen.

## Reiseverkehr zwischen beiden deutschen Staaten zwischen 1961 und 1989

Hamburg Hbf, D 407 nach Berlin, DR 01 0503-1 im Mai 1973

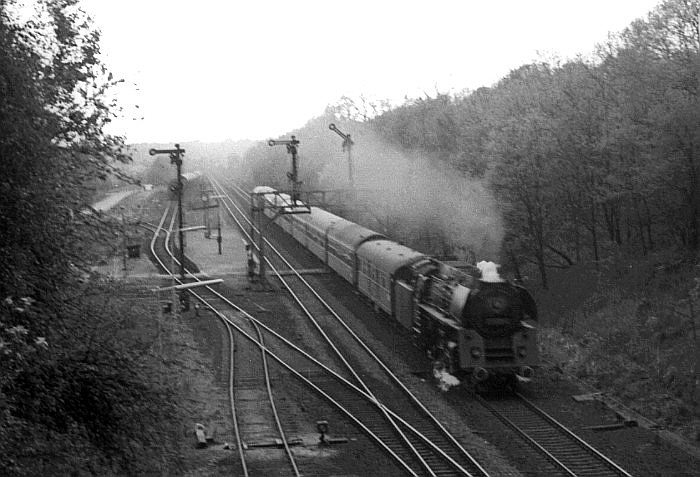
01 0525 mit Schnellzug von Hamburg nach Berlin durchfährt Müssen (Mai 1973)

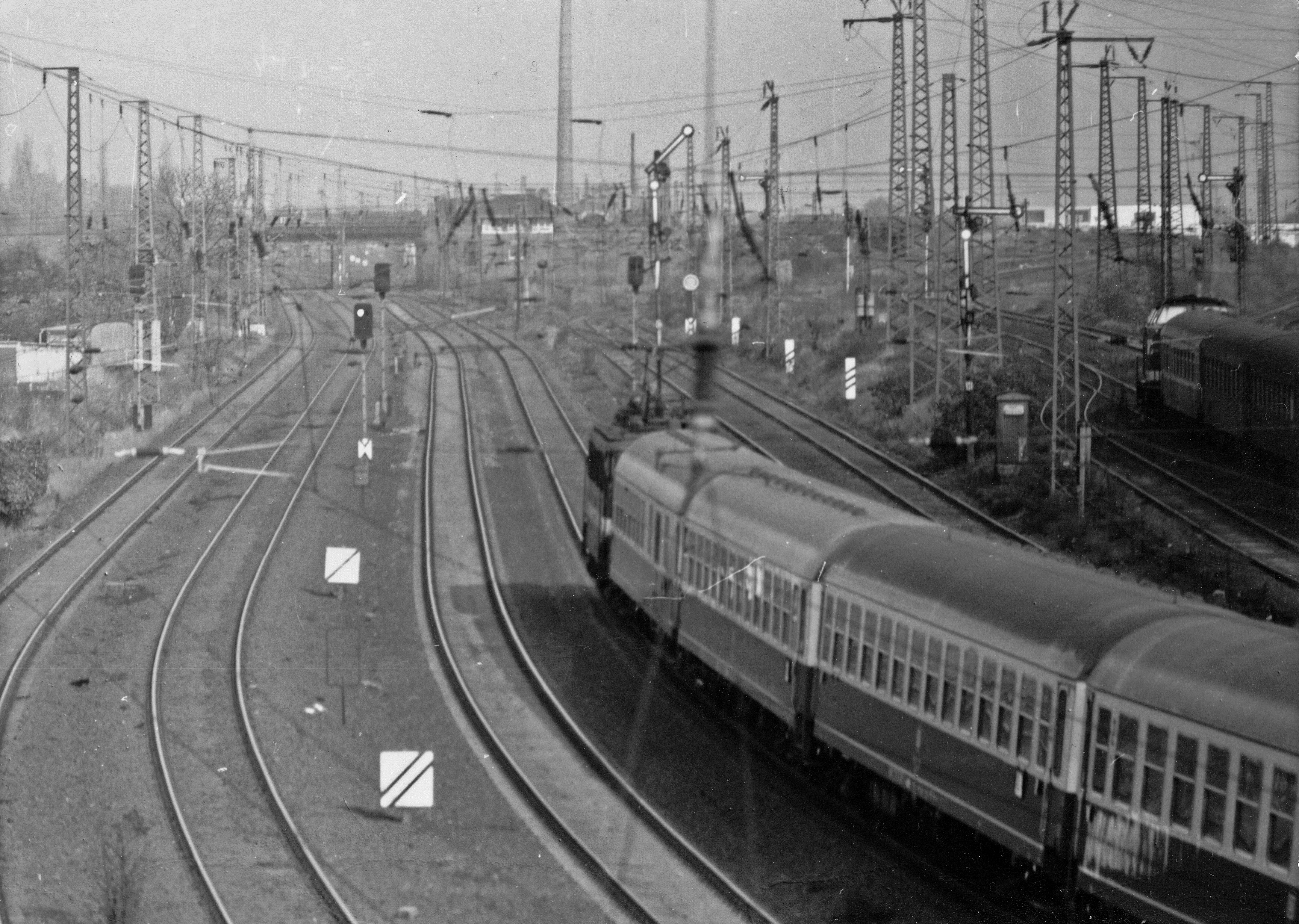
Interzonenzug in Halle auf der Fahrt nach Berlin-Wannsee, 1984

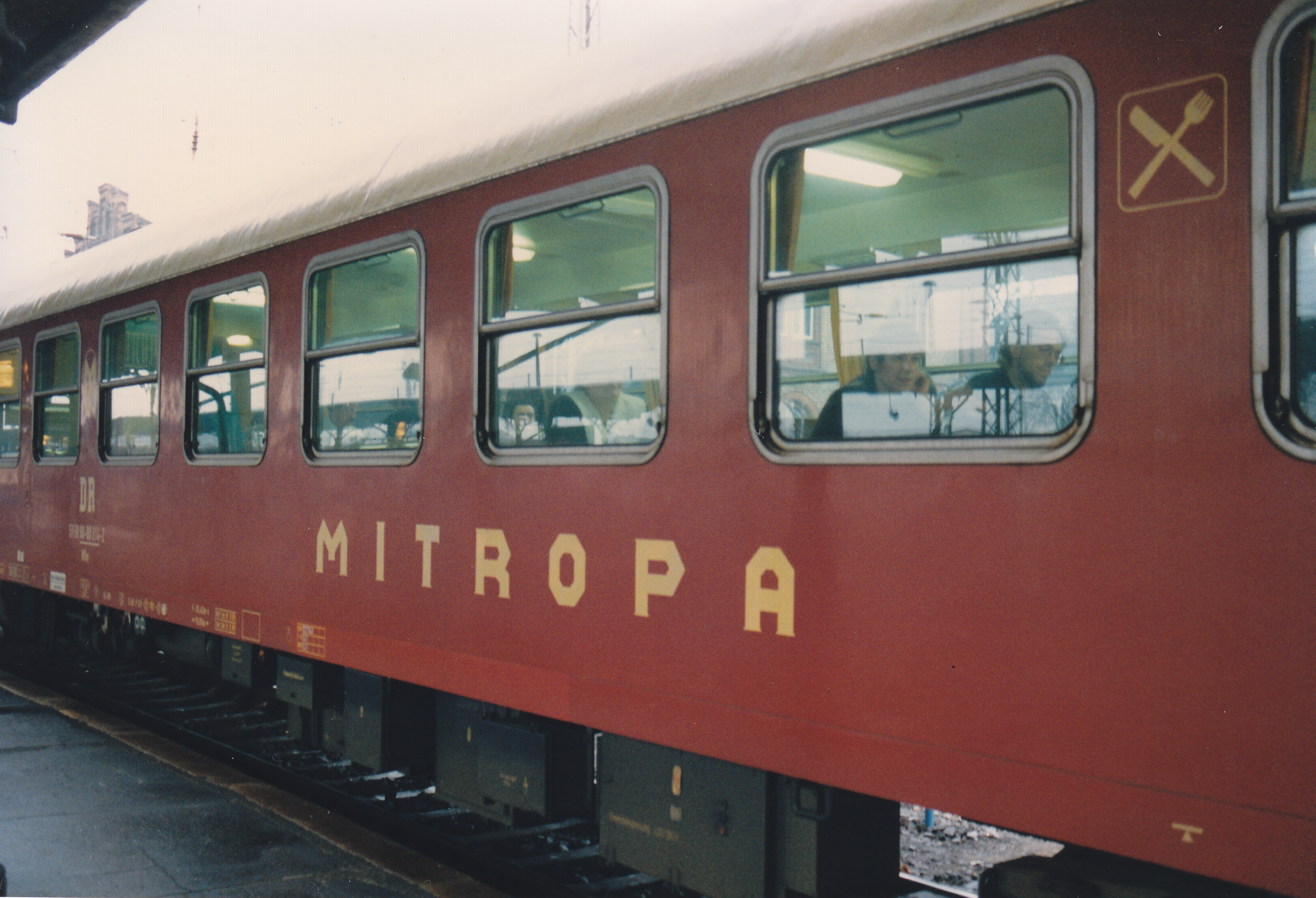
Speisewagen der MITROPA auf der Fahrt nach Berlin

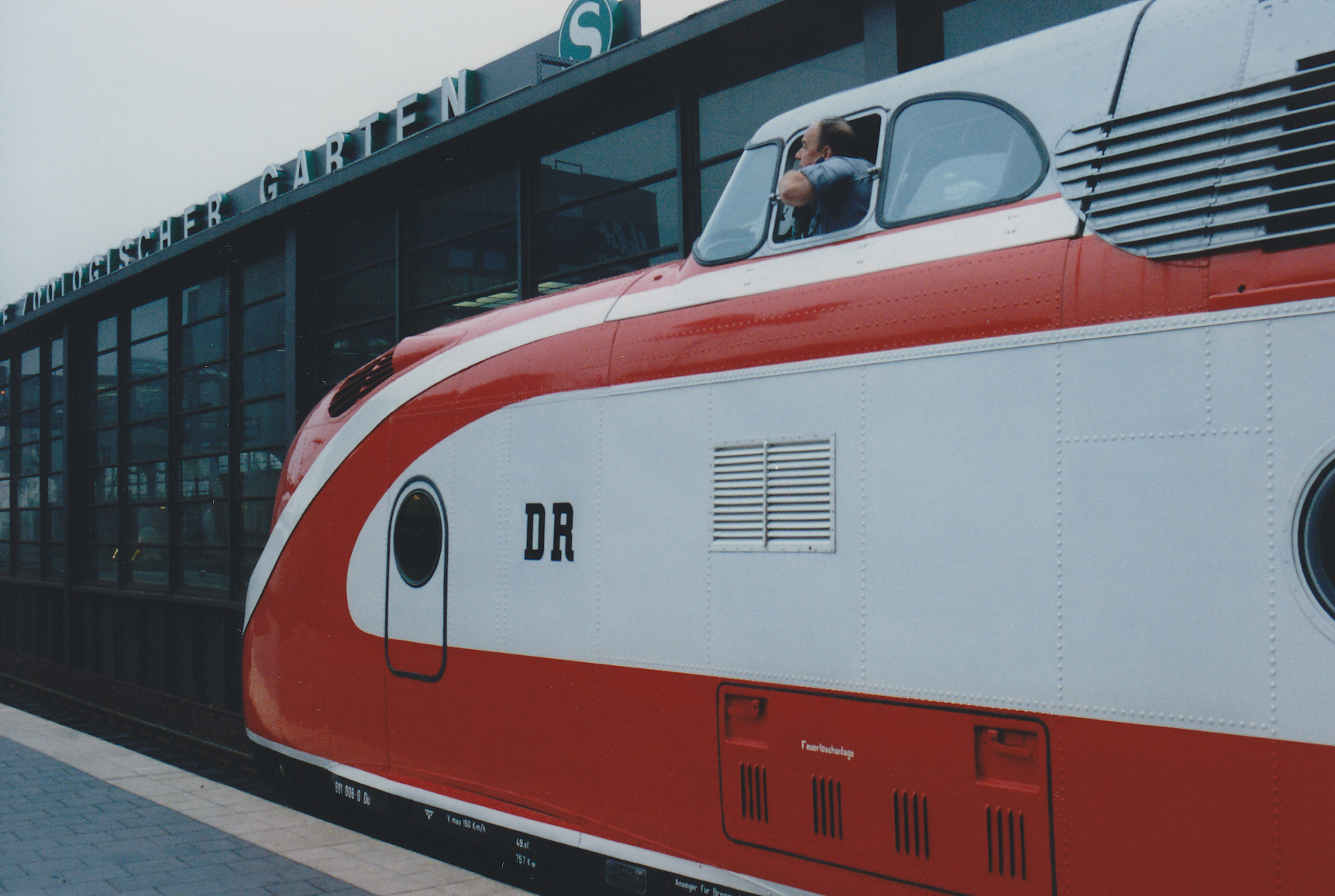
VT 11.5-Einheit mit DR-Logo

Nach dem Mauerbau wurden die Kontrollen an der DDR-Grenze intensiviert und die Grenzbahnhöfe verstärkt gesichert. Es kam zu einer deutlichen Angebotstrennung zwischen den Zügen nach Berlin und solchen in die DDR.
Die Interzonenzüge waren überwiegend Schnellzüge zu Endbahnhöfen in der DDR mit teilweise langen Laufwegen, zum Beispiel Köln–Rostock über Lübeck, Frankfurt am Main–Frankfurt (Oder) über Gerstungen – Leipzig oder München–Rostock über Gutenfürst – Leipzig und Potsdam. Ab dem ersten Halt im Hinterland nach dem DDR-Grenzkontrollbahnhof dienten die Züge auch dem DDR-Binnenverkehr. Daher verkehrten sie nicht über West-Berliner Gebiet. Interzonenzüge, die durch den Großraum Berlin fuhren, nutzten den Berliner Außenring und hielten im damaligen Potsdamer Hauptbahnhof (Potsdam Pirschheide), auf der Route Köln–Görlitz auch im ebenfalls außerhalb Berlins gelegenen Flughafenbahnhof Berlin-Schönefeld. Für Reisen zwischen der Bundesrepublik und Ost-Berlin nutzten die meisten Reisenden die Züge des Transitverkehrs, die den in Ost-Berlin gelegenen Bahnhof Friedrichstraße bedienten, wobei die Grenzkontrollen an der Kontrollstelle des Bahnhofs stattfanden. Je Tag und Strecke gab es bei den Interzonenzügen in der Regel nur ein bis zwei Zugpaare.
Die Kontrollen waren recht umfangreich. So blieb der Interzonenzug Köln–Rostock–Köln in Herrnburg beim Grenzübertritt 40 Minuten für eingehende Personen- und Gepäcküberprüfungen stehen. Im anschließenden Streckenabschnitt bis Bad Kleinen wurde weitere 40 Minuten im fahrenden Zug kontrolliert. Analog wurde an den anderen Grenzübergängen verfahren. Auch innerhalb der DDR wurden diese Züge – zumindest in Grenznähe – von Mitarbeitern der DDR-Transportpolizei begleitet. Auf bundesdeutscher Seite wurden die Passkontrollen ohne weitere Verzögerung der Fahrt im fahrenden Zug vorgenommen. Reisende, die ostwärts an bundesdeutschen Grenzbahnhöfen zustiegen, wurden dort am Bahnsteig kontrolliert.
In den letzten Jahren der Existenz der DDR wurde das Angebot schrittweise ausgeweitet. So verkehrten seit Mitte der 1980er Jahre einige Eilzüge am Wochenende als Kleiner Grenzverkehr für Tagesreisende aus der Bundesrepublik etwa zwischen Lübeck und Schwerin, Lichtenfels und Saalfeld oder Helmstedt und Eilsleben. Als Folge von Reiseerleichterungen für DDR-Bürger wurden 1988/89 zusätzliche Züge eingeführt.
Nach dem Mauerfall versuchten beide deutsche Staatsbahnen, durch viele neu eingelegte Züge die sprunghaft gestiegene Nachfrage zu bewältigen. Nach der Wiedervereinigung wurden die Züge in das normale Angebot der Bahnen integriert; einige aber auch ersatzlos wieder eingestellt (z. B. die Verbindung Köln–Görlitz und Köln–Paderborn–Ellrich–Halle). Nur für kurze Zeit, nämlich vom 27. Juli 1990 bis zum 29. September 1990, wurde von der Deutschen Reichsbahn im Wechselverkehr DB-DR eine VT11.5-Einheit als Intercity 'Max Liebermann' zwischen Berlin und Hamburg eingesetzt.

## Transitzüge ab 1961

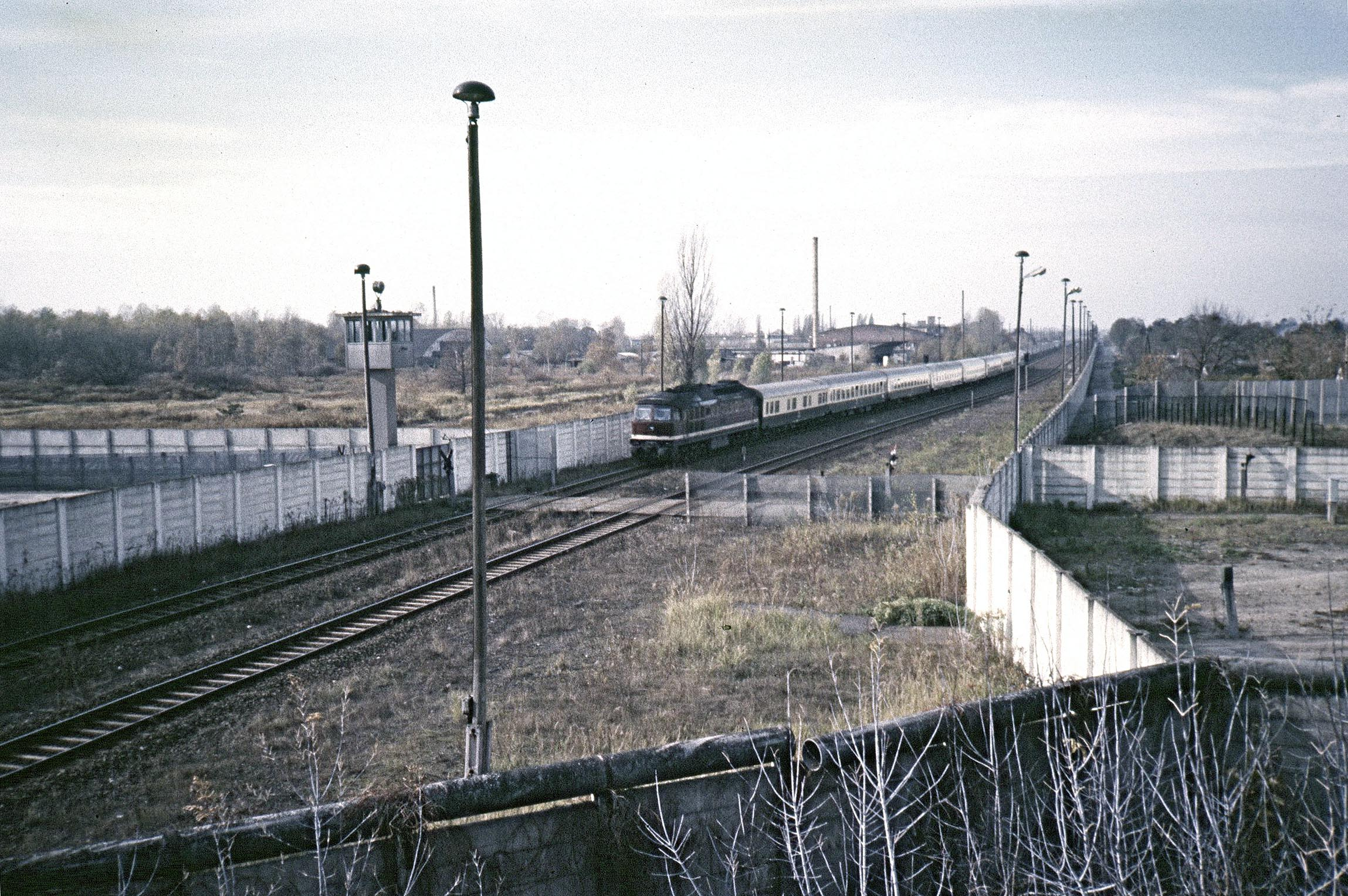
Transitzug aus Hamburg durchfährt die Grenzanlagen am Bahnhof Berlin-Staaken, 1986

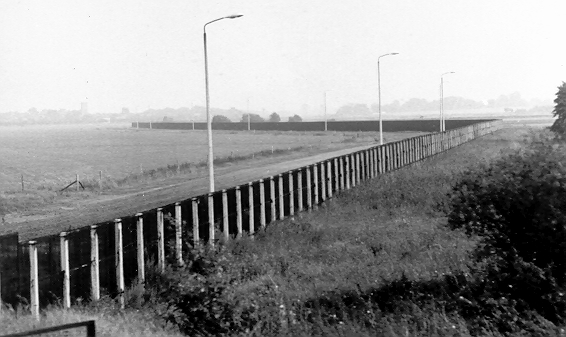
Innerdeutsche Grenze 1970 bei Oebisfelde – vom Transitzug aus gesehen

Im Verkehr mit Berlin fuhren die Transitzüge nach dem Mauerbau ohne planmäßigen Verkehrshalt durch die DDR. Vor dem Transitabkommen betrug die Wartezeit an den Grenzbahnhöfen der DDR bis zu einer Stunde. Kontrolliert wurde bei Einreise in und Ausreise aus der DDR, wobei auch das Gepäck der Reisenden überprüft wurde. Durch das Transitabkommen, das am 3. Juni 1972 in Kraft trat, wurde geregelt, dass nur noch eine einmalige Passkontrolle während der Fahrt durch die DDR stattfinden sollte. An den Grenzbahnhöfen der DDR betrug die Standzeit nun lediglich 5 bis 20 Minuten (länger als 5 Minuten nur in Gerstungen und Probstzella aufgrund des Lokwechsels). Die Züge wurden auf DDR-Gebiet von Angehörigen einer Passkontrolleinheit des Ministeriums für Staatssicherheit und der Transportpolizei begleitet.
Fahrplanmäßige Betriebshalte wurden von Staatssicherheit und Transportpolizei, ggf. auch Volkspolizei, überwacht. Hierbei wurde unterschieden zwischen Betriebshalten auf freier Strecke (z. B. auf Grund von Gleisbauarbeiten) und Betriebshalten in Bahnhöfen (z. B. zur Ablösung des Triebfahrzeugführers oder zum Wechsel des Triebfahrzeuges) Fahrplanmäßige Betriebshalte auf freier Strecke wurden besonders umfassend und weiträumig von den oben genannten "Bewaffneten Organen der DDR" überwacht. Auf DDR-Gebiet reiste ein Begleit-Kommando aus Transportpolizei und Staatssicherheit in den Zügen mit, um die Züge bei außerplanmäßigen Halten (z. B. wegen der Betriebslage oder einer Störung) gegen unbefugtes Ein- und Aussteigen zu sichern. Betriebshalte in Bahnhöfen wurde von Transportpolizei beaufsichtigt. Sie fanden in der Regel auf kleinen, überschaubaren Bahnhöfen statt. Derartige Betriebshalte gab es ab Mitte der 1980er Jahre regelmäßig für die Transitzüge zwischen Bebra und Berlin in Neudietendorf und Dessau, da zwischen diesen Bahnhöfen elektrisch gefahren wurde, sowie in Reichenbach auf dem Weg von und nach Hof. In allen Fällen war es Ziel, dass kein DDR-Bürger den Zug betreten und aus der DDR flüchten konnte bzw. kein BRD-Bürger den Zug verlassen und unbemerkt in die DDR einreisen konnte. Generell hatten Transitzüge Sonderrechte im Betriebsablauf, die vor allem außerplanmäßiges Halten der Züge unter allen Umständen vermeiden helfen sollten. Meist wurde dazu im Fahrplan ein Zeit-Kanal von 5 bis 10 Minuten vor dem Transitzug freigehalten. Die Transitzüge waren auf DDR- und West-Berliner Gebiet mit Reichsbahnpersonal besetzt und zu Zeiten der Dampflokomotiven war das Lokpersonal der DR bis zum Wechsel der Lokomotive oder Ende des Zuglaufs im Dienst, also z. B. bis Hamburg. Speise-, Liege- und Schlafwagen bewirtschafteten Mitarbeiter der Mitropa, umgekehrt galt das gleiche für DSG-Wagen.
In Berlin begannen und endeten die Transitzüge im Betriebsbahnhof Rummelsburg, fuhren leer über die östliche Stadtbahnstrecke und wurden am Fernbahnsteig des Bahnhofs Berlin Friedrichstraße gründlich durchsucht, um Fluchtversuche zu verhindern. Erst nach Freigabe des Zuges durften die Fahrgäste einsteigen. Dieser Fernbahnsteig lag zwar im Ostteil der Stadt, war aber mit der S-Bahn und U-Bahn vom Westen aus ohne Kontrollen erreichbar. Wer vom Westen kommend nach Ost-Berlin oder in die DDR einreisen wollte, musste die Grenzkontrollstelle innerhalb des Bahnhofs passieren. Erst nach der Kontrolle war der Bahnsteig der Ost-Berliner S-Bahn erreichbar. In West-Berlin hielten die Züge am Bahnhof Berlin Zoologischer Garten, ab 1976 je nach Laufweg auch in Berlin-Spandau oder Berlin-Wannsee. Bei den Zuglaufanzeigen war das Fahrtziel mit „Berlin Stadtbahn“ angegeben, das war auch die Tarifbezeichnung.
Bei den Transitzügen durfte zwischen dem Bundesgebiet und Berlin auf Ostgebiet niemand ein- oder aussteigen. Ausnahmen waren manche Grenzbahnhöfe an der DDR-Westgrenze zur Ausreise in die bzw. Einreise aus der Bundesrepublik. Hierbei war die Praxis unterschiedlich: Ein- und Ausstieg in Gerstungen war verboten, ebenso seit den 1970er Jahren in Probstzella. Ausnahme war dort ein besonderer Zubringerzug von Saalfeld zu einem der Transitzüge. In Schwanheide, Gutenfürst und Marienborn konnte in Züge des DDR-Binnenverkehrs umgestiegen werden. In Potsdam-Griebnitzsee an der Grenze zu West-Berlin durften – außer in der ersten Zeit nach Mauerbau bis 1964 – keine Fahrgäste aus- und einsteigen, der Halt wurde als Betriebshalt auch nicht in den Kursbüchern aufgeführt.
Über Lautsprecher am DDR-Grenzbahnhof – beispielsweise in Schwanheide – wurden die Fahrgäste mit Fahrtziel Berlin wie folgt begrüßt: „Schwanheide, hier ist Schwanheide! Werte Reisende, wir begrüßen Sie in der Deutschen Demokratischen Republik! Alle Reisende, die nicht nach Berlin fahren, werden aufgefordert, sofort auszusteigen, da dieser Zug bis Berlin nicht hält! Ich wiederhole...!“
Ein Teil der Zugpaare, die über den Grenzübergang Helmstedt–Marienborn dem Transitverkehr mit West-Berlin dienten, waren internationale Züge. Sie endeten ostwärts nicht am Bahnhof Berlin Friedrichstraße, sondern in Warschau (Warszawa Wschodnia (Ost)) oder Moskau Belarussischer Bahnhof. Westwärts fuhren diese Züge bis Paris-Nord, Oostende oder Hoek van Holland.

## Grenzbahnhöfe

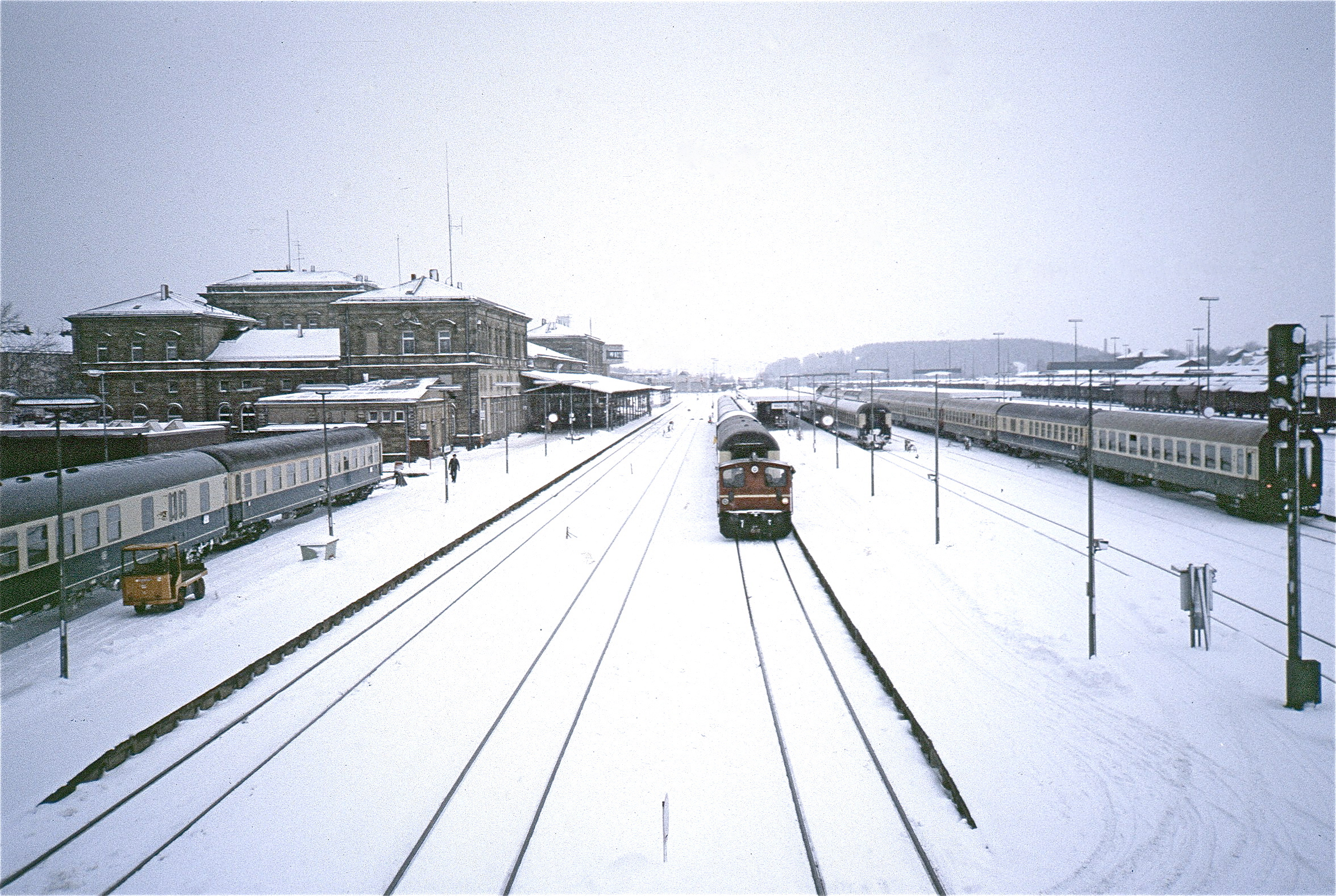
Grenzbahnhof Hof, 1986

Folgende Grenzbahnhöfe wurden genutzt (von Nord nach Süd bzw. West nach Ost):
BRD/DDR:
- Lübeck/Herrnburg: für den Transitverkehr nach Berlin (West) nicht zugelassen
- Büchen/Schwanheide (Hamburg)
- Wolfsburg/Oebisfelde: für den Personen-Transitverkehr nach Berlin (West) nicht zugelassen
- Helmstedt/Marienborn: Grenzübergang Helmstedt/Marienborn (Hannover, Köln)
- Eichenberg/Arenshausen (1990)
- Bebra/Wartha, ab 1963 Bebra/Gerstungen (Frankfurt am Main, Saarbrücken)
- Ludwigsstadt/Probstzella: Bahnstrecken Hochstadt-Marktzeuln–Probstzella und Leipzig–Probstzella (Nürnberg, München, Stuttgart)
- Hof/Gutenfürst (Regensburg, München) ab Oktober 1972

DDR/West-Berlin (nur für Transitverkehr):
- Staaken (DDR)/Berlin-Spandau ab 1976, Berliner Stadtbahn Richtung Hamburg
- Griebnitzsee/Berlin-Wannsee, Berliner Stadtbahn (Zoologischer Garten, Friedrichstraße, bis 1961: Ostbahnhof)
- Drewitz/Berlin-Wannsee nur für Sonderzüge und bei Umleitungen wegen Bauarbeiten

Der einzige Weg im öffentlichen Personenverkehr, West-Berlin mit der Eisenbahn aus der DDR zu erreichen, war über den Grenzübergang im Bahnhof Friedrichstraße mit der Berliner S-Bahn.
Im Güterverkehr wurden zusätzlich die Grenzübergänge Walkenried/Ellrich an der innerdeutschen Grenze und Drewitz/Berlin-Wannsee genutzt.

## Militärverkehr
Für den Transitverkehr von und nach West-Berlin hatten das US Army Transportation Corps (→ Berlin Duty Train), das Royal Corps of Transport (RCT; → Züge der britischen Besatzungsmacht nach Berlin) sowie die französische Armee (→ Züge der französischen Besatzungsmacht nach Berlin) eigene Züge. Lokomotiven und Lokpersonal wurden auf dem jeweiligen Netz von der Deutschen Bundesbahn und der Deutschen Reichsbahn gestellt. Die Grenzformalitäten wurden gemäß dem Viermächteabkommen durch Angehörige der Sowjetarmee vorgenommen. Wenn Kontrollen auf dem Abschnitt Berlin-Wannsee–Potsdam vorgenommen wurden, geschah dies jedoch nicht in Griebnitzsee, sondern auf dem damaligen Bahnhof Potsdam Stadt (heute Potsdam Hauptbahnhof).